# Khoa tim mạch
Tuần hoàn học là phân ngành y học liên quan đến các bệnh và bất thường về tim cũng như các bộ phận khác của hệ tuần hoàn. Lĩnh vực này quan tâm đến việc chẩn đoán và điều trị các bất thường tim bẩm sinh, bệnh mạch vành, suy tim, tăng huyết áp.